# Tetradecanolid
Tetradecanolid ist ein Naturstoff aus der Gruppe der Lactone bzw. Makrolide.

## Vorkommen
Tetradecanolid kommt im Pilz Phallus indusiatus vor.
Verschiedene Makrolide kommen im ätherischen Öl des Arznei-Engelwurz vor (insgesamt bis etwa 6 %). Die mengenmäßig wichtigste Verbindung ist dabei Pentadecanolid, aber auch Lactone anderer Ringgrößen, darunter Tetradecanolid sind darin enthalten. Dabei ist der Gehalt an Makroliden im Öl aus den Wurzeln größer als in dem aus den Samen.
Im Waldboden unter Nadelbäumen (Pinus radiata) wurden Tetradecanolid und andere Lactone (Dodecanolid und Hexadecanolid) gefunden, die vermutlich aus zersetztem Cuticula-Wachs entstehen und mitverantwortlich sind für den Geruch des Waldbodens.

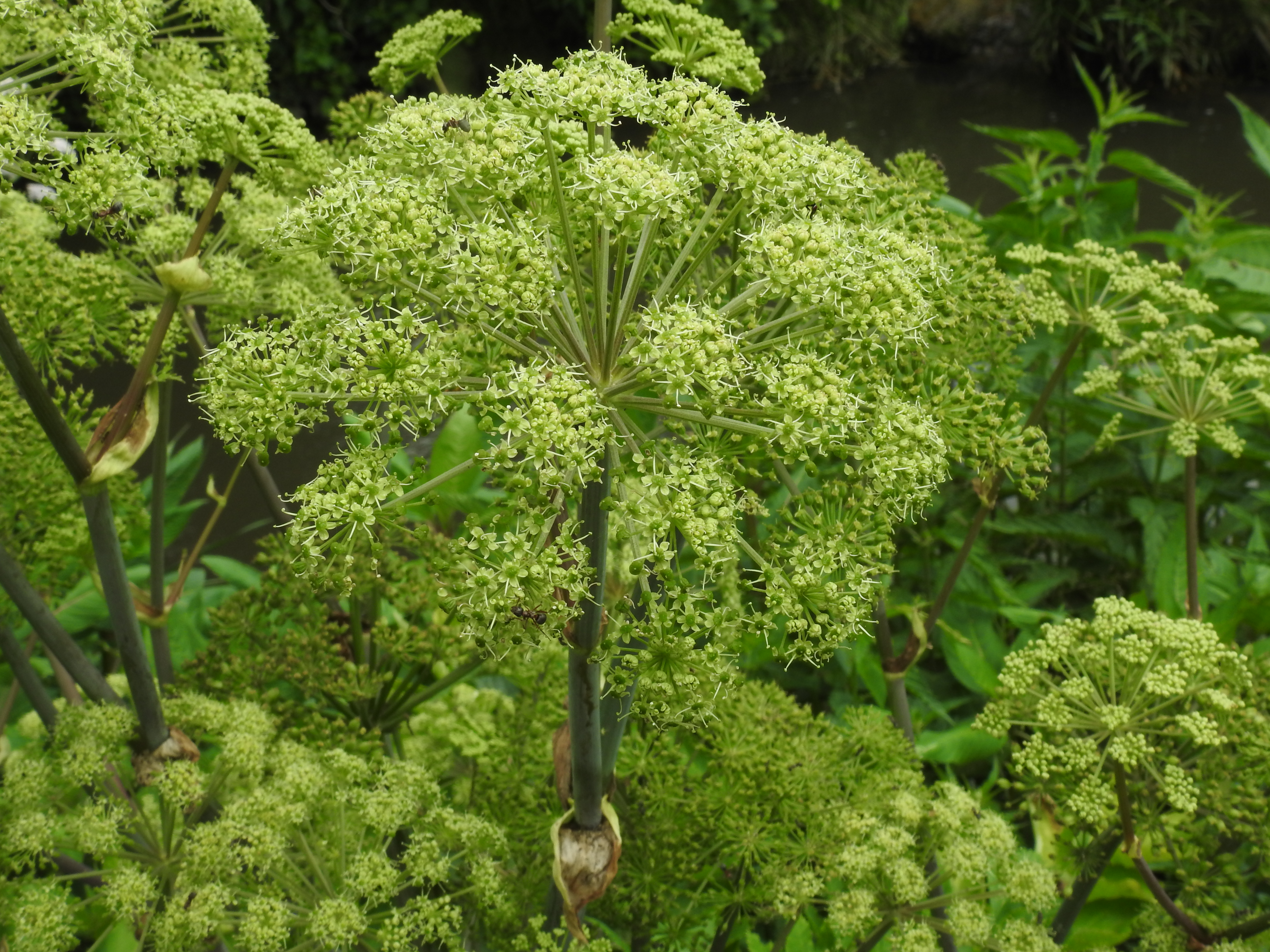
Arznei-Engelwurz
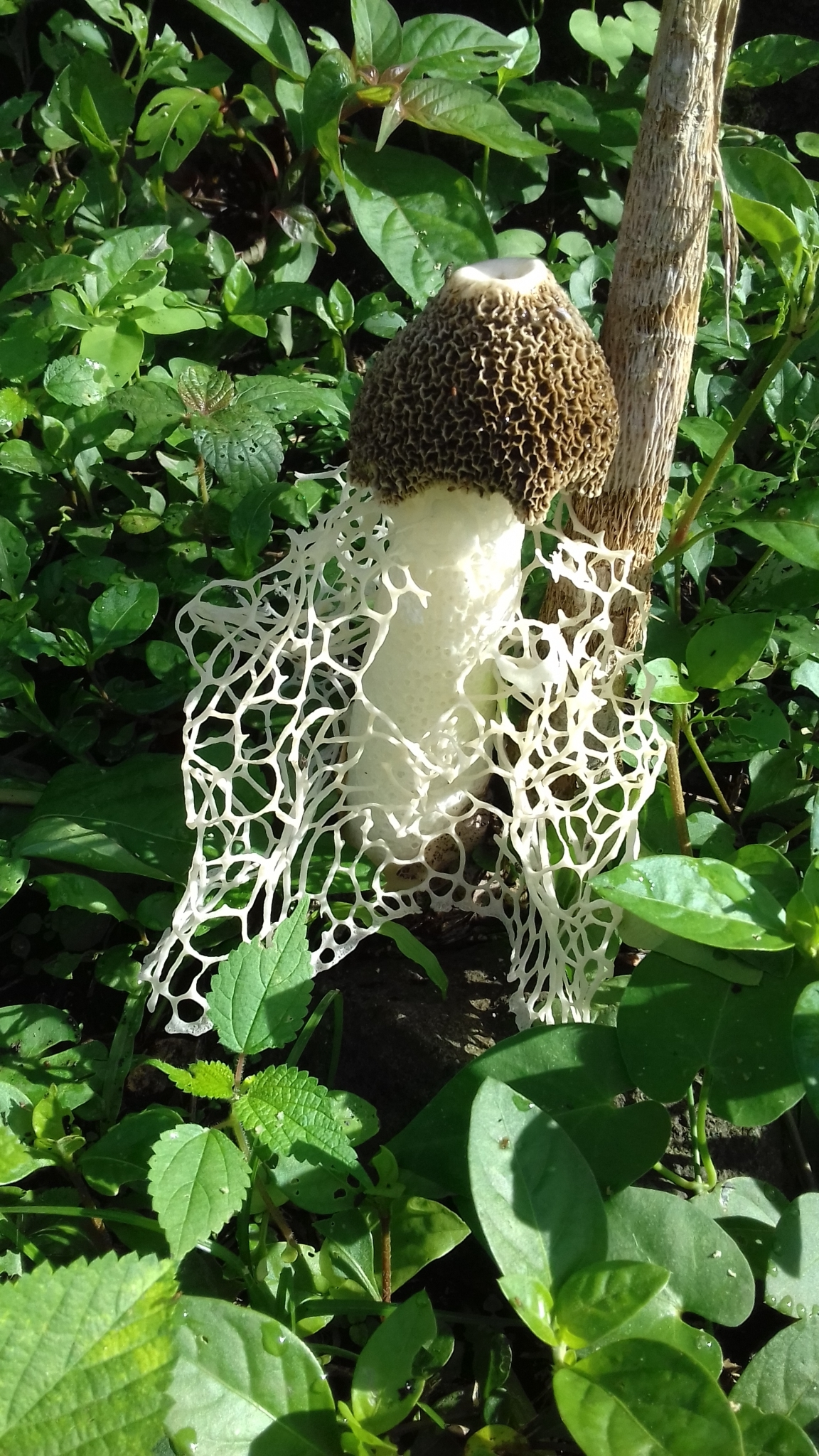
Phallus indusiatus

## Synthese
Die Synthese ist über verschiedene Methoden durch intramolekulare Veresterung von ω-Hydroxytetradecansäure möglich. Eine Reaktion zur Bildung des Lactons ist die Umsetzung der Säure mit p-Nitrobenzoesäureanhydrid und Scandiumtriflat in Acetonitril und THF. Weitere Methoden, die strukturell ähnliche Anhydride verwenden, wurden ebenfalls entwickelt.
Eine andere Synthese basiert auf der Ringerweiterung von 2-Nitrocyclododecanon. Dieses wird zunächst mit Allylethylcarbonat und Pd(PPh3)4 umgesetzt. Die erhaltene Allylverbindung wird einer Ozonolyse unterworfen, wodurch ein Aldehyd entsteht, das durch Umsetzung mit Diisobutylaluminiumhydrid zum Tetradecanolid umgelagert werden kann, der jedoch noch die Nitrogruppe trägt. Diese kann durch radikalische Defunktionalisierung mit Tributylzinnhydrid und AIBN entfernt werden.

## Nachweis
Tetradecanolid und andere Makrolide verfügen über charakteristische Massenspektren, über die ihr Nachweis möglich ist.